# Tomáš Jech
Tomáš Jech, v USA známý jako Thomas Jech (* 29. ledna 1944, Praha) je český matematik.

## Život
Vystudoval matematiku na Matematicko-fyzikální fakultě Univerzity Karlovy v Praze. Byl žákem Petra Vopěnky. Stejně jako on se věnuje především teorii množin. Více než čtvrtstoletí působil na Pensylvánské státní univerzitě, od roku 2000 pracuje v Matematickém ústavu Akademie věd ČR. V letech 1986-2009 byl šéfredaktorem vědeckého časopisu Annals of Pure and Applied Logic.